# Campionato Primavera 2019-2020 (calcio femminile)
L'edizione 2019-2020 è stata la ventunesima nella storia del Campionato Primavera Femminile. Questa edizione è stata la seconda a essere organizzata direttamente dalla FIGC. Vi hanno preso parte le 24 squadre che hanno acquisito il titolo sportivo a partecipare ai campionati di Serie A 2019-2020 e Serie B 2019-2020, ad eccezione del Milan che ha presentato istanza di rinuncia.
Il campionato, dopo continue sospensioni, iniziate dal febbraio 2020, in relazione all'emergenza sanitaria dettata dalla pandemia di COVID-19, viene definitivamente sospeso nell'aprile seguente. Le classifiche finali sono state redatte nell'agosto 2020 tramite un coefficiente correttivo che ha determinato le vittorie di Juventus e Roma nei rispettivi gironi, designandole a uno spareggio per l'assegnazione dello Scudetto nel successivo mese di settembre.

## Formula
Il Campionato Primavera si articola in tre fasi:
- Gironi eliminatori (gare di andata e ritorno)
- Quarti di finale (gare di andata e ritorno)
- Fase finale a 4 (semifinale e finale per il primo e secondo posto in gara unica).

Le 23 squadre iscritte ed appartenenti ai campionati di Serie A e Serie B sono suddivise, con criteri di vicinanza geografica, in due gironi (girone 1 a 12 squadre, girone 2 a 11 squadre) e si incontrano tra loro in gare di andata e ritorno. Al termine della prima fase del campionato, si qualificano ai quarti di finale le prime quattro squadre classificate di ciascun girone.

Le otto squadre qualificate ai Quarti di Finale si incontreranno tra loro, in gare di andata e ritorno, secondo gli accoppiamenti di seguito indicati:

Quarto di finale (Q1) 4a girone B - 1a girone A

Quarto di finale (Q2) 4a girone A - 1a girone B

Quarto di finale (Q3) 3a girone B - 2a girone A

Quarto di finale (Q4) 3a girone A - 2a girone B

Al termine dei quarti di finale, si disputerà la fase finale a 4, con le semifinale e la finale per il primo e secondo posto che si disputeranno in gara unica su campo neutro.

Le gare dei gironi eliminatori e dei quarti di finale avranno inizio la domenica alle ore 15:00 e verranno disputate secondo il calendario pubblicato con apposito comunicato ufficiale.

Il 6 agosto 2019 la società A.C. Milan ha comunicato la propria rinuncia alla partecipazione al campionato.

## Limiti di età
Le squadre partecipanti al Campionato Primavera dovranno essere esclusivamente formate da calciatrici nate dal 1º gennaio 2001 in poi, e che, comunque abbiano compiuto il 14º anno di età, regolarmente tesserate per le rispettive società nella stagione in corso. È consentito l’impiego di due atlete fuori quota, nate dal 1º gennaio 2000. L’inosservanza delle predette disposizioni sarà punita con la sanzione della perdita della gara prevista dall’art. 17, comma 5 del Codice di Giustizia Sportiva. In deroga a quanto previsto dall'art. 34, comma 1, delle N.O.I.F., le società partecipanti con più squadre a campionati diversi possono schierare in campo, nelle gare di campionato di categoria inferiore, le calciatrici indipendentemente dal numero delle gare eventualmente disputate dalle stesse nella squadra che partecipa al campionato di categoria superiore.

## Fase a gironi

### Girone A

#### Squadre partecipanti
| Club                | Città                |
| ------------------- | -------------------- |
| Cittadella          | Cittadella (PD)      |
| Fortitudo Mozzecane | Mozzecane (VR)       |
| Inter               | Milano               |
| Juventus            | Torino               |
| Novese              | Novi Ligure (AL)     |
| Orobica             | Stezzano (BG)        |
| Ravenna             | Ravenna              |
| Riozzese            | Cerro al Lambro (MI) |
| Sassuolo            | Sassuolo (MO)        |
| Tavagnacco          | Tavagnacco (UD)      |
| Verona              | Verona               |
| Vittorio Veneto     | Vittorio Veneto (TV) |

#### Classifica finale
- {\displaystyle PT} è il punteggio totale accumulato in classifica fino al momento della sospensione definitiva;
- {\displaystyle MPc} è la media punti realizzati nelle gare disputate in casa fino al momento della sospensione definitiva;
- {\displaystyle NPc} è il numero di partite rimanenti da giocare in casa secondo il calendario ordinario;
- {\displaystyle MPt} è la media punti realizzati nelle gare disputate in trasferta fino al momento della sospensione definitiva;
- {\displaystyle NPt} è il numero di partite rimanenti da giocare in trasferta secondo il calendario ordinario.

|  | Pos. | Squadra             | PF    | Pt | G  | V  | N | P  | GF  | GS | DR   |
|  | ---- | ------------------- | ----- | -- | -- | -- | - | -- | --- | -- | ---- |
|  | 1.   | Juventus            | 57,5  | 46 | 16 | 15 | 1 | 0  | 112 | 5  | +107 |
|  | 2.   | Inter               | 48,75 | 39 | 16 | 12 | 3 | 1  | 64  | 7  | +57  |
|  | 3.   | Verona              | 47,14 | 35 | 15 | 11 | 2 | 2  | 56  | 16 | +40  |
|  | 4.   | Sassuolo            | 37,78 | 32 | 17 | 10 | 2 | 5  | 58  | 30 | +28  |
|  | 5.   | Tavagnacco          | 28,39 | 21 | 15 | 6  | 3 | 6  | 42  | 35 | +7   |
|  | 6.   | Riozzese            | 20,36 | 15 | 15 | 5  | 0 | 10 | 27  | 58 | -31  |
|  | 7.   | Vittorio Veneto     | 17,50 | 13 | 14 | 4  | 1 | 9  | 15  | 42 | -27  |
|  | 8.   | Cittadella          | 16,67 | 13 | 16 | 4  | 1 | 11 | 12  | 52 | -40  |
|  | 9.   | Fortitudo Mozzecane | 16,11 | 14 | 17 | 4  | 2 | 11 | 20  | 61 | -41  |
|  | 10.  | Orobica             | 15,71 | 13 | 16 | 4  | 1 | 11 | 15  | 63 | -48  |
|  | 11.  | Ravenna             | 12,32 | 9  | 15 | 3  | 0 | 12 | 16  | 67 | -51  |
|  | —    | Novese              |       | —  | —  | —  | — | —  | —   | —  | —    |

Legenda:

      Vincitrice del girone.
Note:

Tre punti a vittoria, uno a pareggio, zero a sconfitta.
La Novese è stata esclusa dal campionato.

#### Risultati
|                     | Cit  | FMo  | Int  | Juv  | Oro  | Rav  | Rio  | Sas  | Tav  | Ver  | VVe  |
| ------------------- | ---- | ---- | ---- | ---- | ---- | ---- | ---- | ---- | ---- | ---- | ---- |
| Cittadella          | –––– | 2-1  |      | 0-4  | 0-1  | 0-3  | 0-3  | 0-4  | 3-2  | 1-5  | 0-1  |
| Fortitudo Mozzecane | 0-0  | –––– | 0-8  | 0-9  | 3-0  | 2-3  | 4-3  | 1-5  |      | 0-2  | 1-0  |
| Inter               | 4-1  | 8-0  | –––– | 1-1  | 4-0  | 2-0  |      | 2-0  | 5-0  | 3-0  |      |
| Juventus            | 11-0 | 5-0  |      | –––– | 10-0 | 6-1  | 15-0 | 7-1  |      | 3-1  | 7-0  |
| Orobica             |      |      | 1-1  | 0-6  | –––– | 2-1  | 3-4  | 0-5  | 1-4  | 0-4  |      |
| Ravenna             | 1-2  | 3-2  | 0-10 | 1-15 |      | –––– | 0-6  |      | 1-4  | 0-4  | 0-3  |
| Riozzese            |      | 4-1  | 0-6  | 0-5  | 2-3  | 3-2  | –––– | 1-2  | 1-5  |      | 0-1  |
| Sassuolo            | 4-1  |      | 2-1  | 0-4  | 9-0  | 6-0  |      | –––– | 3-4  | 2-2  | 7-0  |
| Tavagnacco          | 7-0  | 1-1  | 0-4  | 0-4  | 6-0  |      |      | 2-2  | –––– | 2-3  | 4-4  |
| Verona              |      | 7-1  | 1-1  |      | 3-1  |      | 10-0 | 4-1  | 3-1  | –––– | 7-0  |
| Vittorio Veneto     | 1-2  | 1-3  | 1-4  |      | 1-2  |      | 1-0  | 1-5  |      |      | –––– |

### Girone B

#### Squadre partecipanti
| Club            | Città                             |
| --------------- | --------------------------------- |
| Cesena          | Savignano sul Rubicone (FC)       |
| Empoli          | Empoli (FI)                       |
| Fiorentina      | Firenze                           |
| Florentia S.G.  | Firenze                           |
| Lazio           | Roma                              |
| Napoli          | Napoli                            |
| Perugia         | Perugia                           |
| Pink Sport Time | Bari                              |
| Roma            | Roma                              |
| Roma CF         | Roma                              |
| San Marino      | Dogana di Serravalle (San Marino) |

#### Classifica finale
- {\displaystyle PT} è il punteggio totale accumulato in classifica fino al momento della sospensione definitiva;
- {\displaystyle MPc} è la media punti realizzati nelle gare disputate in casa fino al momento della sospensione definitiva;
- {\displaystyle NPc} è il numero di partite rimanenti da giocare in casa secondo il calendario ordinario;
- {\displaystyle MPt} è la media punti realizzati nelle gare disputate in trasferta fino al momento della sospensione definitiva;
- {\displaystyle NPt} è il numero di partite rimanenti da giocare in trasferta secondo il calendario ordinario.

|  | Pos. | Squadra         | PF    | Pt | G  | V  | N | P  | GF | GS | DR  |
|  | ---- | --------------- | ----- | -- | -- | -- | - | -- | -- | -- | --- |
|  | 1.   | Roma            | 60,00 | 51 | 17 | 17 | 0 | 0  | 91 | 5  | +86 |
|  | 2.   | Fiorentina      | 47,50 | 38 | 16 | 12 | 2 | 2  | 41 | 13 | +28 |
|  | 3.   | Empoli          | 40,63 | 32 | 16 | 10 | 2 | 4  | 51 | 23 | +28 |
|  | 4.   | Lazio           | 36,67 | 31 | 17 | 9  | 4 | 4  | 32 | 18 | +14 |
|  | 5.   | Napoli          | 33,33 | 28 | 17 | 9  | 1 | 7  | 26 | 27 | -1  |
|  | 6.   | Florentia S.G.  | 24,64 | 19 | 15 | 5  | 4 | 6  | 24 | 33 | -9  |
|  | 7.   | San Marino      | 20,00 | 16 | 16 | 5  | 1 | 10 | 16 | 41 | -25 |
|  | 8.   | Cesena          | 18,75 | 14 | 15 | 4  | 2 | 9  | 13 | 40 | -27 |
|  | 9.   | Pink Sport Time | 17,50 | 10 | 16 | 3  | 2 | 11 | 14 | 37 | -23 |
|  | 10.  | Roma CF         | 13,75 | 14 | 17 | 5  | 0 | 12 | 28 | 53 | -25 |
|  | 11.  | Perugia         | 6,67  | 6  | 18 | 2  | 0 | 16 | 13 | 59 | -46 |

Legenda:

      Vincitrice del girone.
Note:

Tre punti a vittoria, uno a pareggio, zero a sconfitta.

#### Risultati
|                 | Ces  | Emp  | Fio  | Flo  | Laz  | Nap  | Per  | PST  | Rom  | RCF  | San  |
| --------------- | ---- | ---- | ---- | ---- | ---- | ---- | ---- | ---- | ---- | ---- | ---- |
| Cesena          | –––– | 1-6  | 1-2  | 1-1  | 2-3  |      | 1-0  |      | 0-5  | 1-0  | 0-3  |
| Empoli          | 6-2  | –––– |      | 1-1  | 1-0  | 5-0  | 5-0  | 3-1  | 1-3  |      |      |
| Fiorentina      |      | 4-1  | –––– | 3-0  | 0-0  | 2-0  |      | 1-0  | 2-3  | 3-1  | 2-1  |
| Florentia S.G.  |      | 2-2  | 2-1  | –––– | 1-1  | 1-2  | 3-1  | 2-1  | 0-6  | 4-1  |      |
| Lazio           | 6-1  |      | 0-1  |      | –––– | 2-0  | 3-1  | 4-0  | 0-3  | 2-1  | 2-2  |
| Napoli          | 1-1  | 2-1  | 2-4  |      | 0-2  | –––– | 2-0  | 4-1  |      | 3-0  | 2-1  |
| Perugia         | 0-1  | 0-7  | 0-4  | 1-4  | 0-3  | 0-4  | –––– |      | 0-7  | 2-3  | 3-0  |
| Pink Sport Time | 2-0  | 1-5  | 1-1  |      | 0-0  | 3-0  | 3-2  | –––– |      | 0-3  | 0-1  |
| Roma            | 5-0  | 4-0  |      | 6-0  | 4-0  | 2-0  | 7-0  | 5-1  | –––– | 10-1 | 8-0  |
| Roma CF         | 0-1  | 2-5  | 1-5  | 3-2  |      | 2-4  | 3-2  | 5-0  | 0-6  | –––– | 2-3  |
| San Marino      |      | 0-2  | 0-6  | 3-1  | 1-4  | 0-1  | 0-1  | 1-0  | 0-7  |      | –––– |

## Fase finale
La fase finale del campionato originariamente in programma — con quarti di finale e successiva final four per l'assegnazione del titolo — è stata annullata a causa della sospensione definitiva dei campionati giovanili della Divisione Calcio Femminile per la stagione 2019-2020, emanata il 16 aprile 2020 dalla Federazione Italiana Giuoco Calcio (FIGC) in seguito al protrarsi dell'emergenza sanitaria causata dalla pandemia di COVID-19.
Il 4 agosto 2020 la FIGC, onde portare a termine il campionato, ha redatto le classifiche finali tramite un coefficiente correttivo che ha determinando i primi posti della Juventus nel girone A e della Roma nel girone B: le due squadre sono state quindi ammesse a una gara finale di spareggio, in programma a Tirrenia il 19 settembre 2020, per l'assegnazione dello Scudetto di categoria.

### Finale
| Tirrenia 19 settembre 2020, ore 15:00 CEST Finale                     | Juventus  | 1 – 2                  | Roma | Centro di Preparazione Olimpica |
| \| \| \| \| \| Musolino 61’ \| Marcatori \| 3’ Corelli 27’ Petrara \| |           |                        |      |                                 |
|                                                                       |           |                        |      |                                 |
| Musolino 61’                                                          | Marcatori | 3’ Corelli 27’ Petrara |      |                                 |